# Miguel Torres Xile
Miguel Torres Xile és un celler fundat a Curicó, Xile, el 1979, per l'empresa familiar Bodegas Torres. En 230 ha, la Vinya Santa Digna cultiva Sauvignon blanc, Riesling, Gewürztraminer i Chardonnay (pels vins blancs) i Cabernet sauvignon (pels negres i rosats). També es cultiva la varietat Pinot noir, que contribueix a la cuveé d'un vi escumós brut.
A més dels vins que es venen sota la marca Santa Digna, les condicions de la vinya xilena han permès seleccionar algunes finques com Manso de Velasco, que produeix un Cabernet sauvignon nascut en vinyes centenàries i mai empeltades.
Tots el vins tenen un procés de fermentació en dipòsits d'acer inoxidable amb control de temperatura així com, en el cas d'alguns vins, en la cava de criança amb bótes de roure americà i de Nevers (França). Miguel Torres Xile disposa d'unes 640 ha. de vinyes situades a la regió de Curicó, i 86 ha més d'arrendament.